# Kōichi Yamamoto

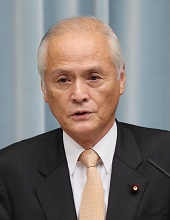
Kōichi Yamamoto, 2016

Kōichi Yamamoto (jap. 山本 公一 Yamamoto Kōichi; * 4. September 1947 in Uwajima in der Präfektur Ehime; † 31. Oktober 2023 in Tokio) war ein japanischer Politiker. Er war bis 2021 Unterhausabgeordneter für den 4. Wahlkreis von Ehime und von 2016 bis 2017 Umweltminister im umgebildeten dritten Kabinett Abe. Er gehörte der Liberaldemokratischen Partei (LDP) an, darin der Tanigaki-Faktion, später deren indirekten Nachfolger Yūrinkai/Tanigaki-Gruppe.

## Ausbildung und frühe Karriere
Yamamoto, der Sohn des Unternehmers, Unterhausabgeordneten und Bürgermeisters von Uwajima Tomoichi Yamamoto, studierte an der wirtschaftswissenschaftlichen Fakultät der Keiō-Universität und wurde anschließend Angestellter der Fährgesellschaft Kansai Kisen. 1973 wechselte er in das väterliche Schifffahrtsunternehmen Seiun Kisen. Dort war er ab 1981 Vorstandsvorsitzender. Später übernahm er auch Vorstandsposten in der Industrie- und Handelskammer von Uwajima und dem Keizai Dōyūkai (ein weiterer der drei großen Wirtschaftsverbände) von Ehime.

## Politische Karriere
In die aktive Politik trat Yamamoto 1991 ein, als er erfolgreich bei der Präfekturparlamentswahl in Ehime (Teil der einheitlichen Wahlen) kandidierte. Schon 1993 trat er zurück, um bei der Unterhauswahl im damaligen Dreimandatswahlkreis Ehime 3 als Nachfolger von Isamu Imai (LDP, Miyazawa-Faktion) anzutreten, der sich 1993 aus der Politik zurückzog. Aus dem Stand wurde Yamamoto mit dem höchsten Stimmenanteil (31 %) noch vor den wiedergewählten Amtsinhabern Mamoru Nishida (LDP, Obuchi-Faktion) mit 27 % und Tsunetoshi Tanaka (SPJ) mit 21 % gewählt. Nach der Einführung der Einmandatswahlkreise kandidiert er seit 1996 im neuen Wahlkreis 4, den er bis einschließlich 2014 siebenmal in Folge gewann.
Von 1997 bis 1998 (Kabinett Hashimoto II (Umbildung)) war Yamamoto politischer Staatssekretär (seimu jikan) in der Umweltbehörde unter Minister Hiroshi Ōki. Bei der „Katō-Rebellion“ 2000 gegen den Parteivorsitzenden Yoshirō Mori blieb er Katō treu und enthielt sich bei der Misstrauensabstimmung gegen das Kabinett Mori durch Abwesenheit, später folgte er nach der zeitweisen Wiedervereinigung der Faktion Katōs Nachfolger Sadakazu Tanigaki in dessen erneute Abspaltung. Von 2004 bis 2005 (Kabinett Koizumi II (Umbildung)) war Yamamoto Staatssekretär (fuku-daijin) für allgemeine Angelegenheiten. Mehrfach führte er den Vorsitz in Unterhausausschüssen: von 2003 bis 2004 im Kabinettsausschuss, von 2009 bis 2010 im Sonderausschuss für Okinawa und die „Nördlichen Territorien“ (Südkurilen), von 2012 bis 2014 im Ausschuss für Grundlagen der nationalen Politik (kokka kihon seisaku iinkai; kein gewöhnlicher Legislativausschuss, sondern gewissermaßen eine institutionalisierte Generaldebatte in kleinem Kreis, 2001 eingerichtet; in einer gemeinsamen Sitzung der Grundlagenausschüsse beider Kammern findet die Debatte der Parteivorsitzenden statt) und 2016 im Ethiksonderausschuss. Im August 2016 berief ihn Shinzō Abe bei einer Kabinettsumbildung zum Umweltminister und Minister beim Kabinettsamt für die 2012 eingerichtete Atomkraftkatastrophenschutzkonferenz.
Bereits 2019 kündigte Yamamoto an, sich aus gesundheitlichen Gründen zur nächsten Unterhauswahl (die letztlich 2021 stattfand) zurückzuziehen. Den Wahlkreis Ehime 4 verteidigte Junji Hasegawa für die LDP.
Er starb am 31. Oktober 2023 im Alter von 76 Jahren in Tokio.